# Cotana continentalis
Cotana continentalis är en fjärilsart som beskrevs av Rothschild 1932. Cotana continentalis ingår i släktet Cotana och familjen Eupterotidae. Inga underarter finns listade i Catalogue of Life.